# Тии
Тии (Rote, Rote Barat, Roti, Rotinese, Thie, Ti, Tii, Western Rote) — центральный малайско-полинезийский язык, на котором говорят на юго-западе острова Роти на востоке провинции Малые Зондские острова (восточнее ареала дела-оэнале, западнее ареала лоле и южнее ареала денгка языков) в Индонезии.